# Saint-Georges-sur-Arnon
Saint-Georges-sur-Arnon là một xã ở tỉnh Indre ở miền trung nước Pháp. Xã này có diện tích 23,87 km², dân số năm 1999 là 430 người. Khu vực này có độ cao trung bình 130 mét trên mực nước biển.

### Links
- Official Website of Saint-Georges-sur-Arnon Lưu trữ ngày 29 tháng 5 năm 2010 tại Wayback Machine